# The Lady, or the Tiger?
The Lady, or the Tiger? (A mulher ou o tigre?) é um conto do escritor americano Frank Richard Stockton (1834-1902), publicado em novembro de 1882, no "Century's Magazine".
O conto foi, inicialmente, escrito para ser lido durante uma sessão da sociedade literária Entretanto, Stockton resolveu publicar o conto por causa da especulação gerada pelo desfecho desafiador da história que ainda hoje persiste, já que leitores curiosos continuam a buscar respostas para esse insolúvel criptograma literário.